# Hieracium caesium
Hieracium caesium es una especie de planta con flor del género Hieracium, de la familia Asteraceae, orden Asterales.

## Distribución
Hieracium caesium se distribuye por Albania, Austria, Estados Bálticos, Rusia de Europa Central, Checoslovaquia, Dinamarca, Rusia de Europa del Este, Finlandia, Francia, Føroyar, Alemania, Gran Bretaña, Grecia, Hungría, Irlanda, Italia, Cáucaso del Norte, Rusia del Norte de Europa, R del Noroeste de Europa, Noruega , Polonia, Rumania, Suecia, Suiza, Ucrania y Yugoslavia.

## Taxonomía
Fue descrita científicamente por (R. E. Fr.) R. E. Fr. Fue publicada en Nova Acta Regiae Soc. Sci. Upsal., ser. 2, 14: 112.